# Bengt Holmström
Bengt Robert Holmström  (Helsinki, 18 de abril de 1949) es un economista finlandés.

## Biografía
Fue laureado con el Premio del Banco de Suecia en Ciencias Económicas en memoria de Alfred Nobel el 2016, junto con Oliver Hart, por «sus contribuciones a la teoría de contratos».
Se doctoró en 1978 por la Universidad de Stanford y desde 1994 es profesor en el MIT. La investigación de Holmström se centra en el diseño de contratos en situaciones en que el comportamiento de una de las partes contractuales no puede ser observado por la otra. En particular, analiza cómo el pago especificado en un contrato tendría que depender de resultados observables que sean informativos sobre el comportamiento.

## Publicaciones
- Holmström, Bengt, 1972. En icke-linear lösningsmetod för allokationsproblem. University of Helsinki.
- Holmström, Bengt, 1979. «Moral Hazard and Observability.» Bell Journal of Economics, 10(1), pp. 74-91.
- _____, 1982. «Moral Hazard in Teams.» Bell Journal of Economics, 13(2), 324-340.
- _____, 1983. «Equilibrium Long-Term Labor Contracts.» Quarterly Journal of Economics, 98(Supplement), pp. 23-54.
- _____, 1999. «Managerial Incentive Problems: A Dynamic Perspective.» Review of Economic Studies, 66(1), 169-182.
- Holmström, Bengt, y Paul Milgrom, 1991. «Multitask Principal-Agent Analyses: Incentive Contracts, Asset Ownership, and Job Design.» Journal of Law, Economics, and Organization, 7, 24-52 Archivado el 25 de abril de 2012 en Wayback Machine..
- _____, 1994. «The Firm as an Incentive System.» American Economic Review, 84(4), pp. 972-991.
- Holmström, Bengt, and John Roberts, 1998. «The Boundaries of the Firm Revisited.» Journal of Economic Perspectives, 12(4), pp. 73-94.
- Holmström, Bengt, and Jean Tirole, 1998. "«Private and Public Supply of Liquidity.» Journal of Political Economy, 106(1), pp. 1-40.